# Warren megye (Missouri)
Warren megye az Amerikai Egyesült Államokban, azon belül Missouri államban található. Megyeszékhelye és legnagyobb városa Warrenton. Lakosainak száma 35 532 fő (2020. április 1.). Warren megye Gasconade, Montgomery, Lincoln, St. Charles és Franklin megyékkel határos.

## Népesség
A megye népességének változása:
| Lakosok száma | 32 580 | 32 629 | 32 807 | 32 999 | 33 513 | 35 532 |
|               | 2010   | 2011   | 2012   | 2013   | 2015   | 2020   |